# Mary Butler

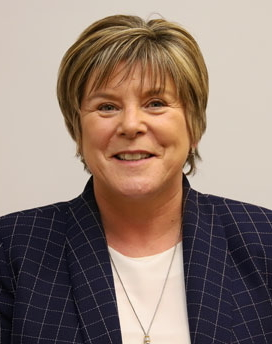
Mary Butler (2020)

Mary Butler (* 29. September 1966 in Waterford, County Waterford, Irland) ist eine irische Politikerin der Fianna Fáil und gehört seit 2016 dem Dáil Éireann, dem Unterhaus des irischen Parlaments, an.
Butler wurde 2014 in den Waterford City und County Council gewählt. Bei den Wahlen zum Dáil Éireann 2016 trat sie erfolgreich für die Fianna Fáil im Wahlkreis Waterford an. 
Im Februar 2020 und im November 2024 wurde sie wiedergewählt. In der Regierung Martin I wurde Butler am 1. Juli 2020 zur Staatsministerin im Gesundheitsministerium für Geistige Gesundheit und Senioren. Mit dem Wechsel zur Regierung Varadkar II und zur Regierung Harris blieb sie auf diesem Posten.
Mit den Wahlen zum Dáil Éireann 2024 behielt sie ihren Sitz im Dáil und wurde in der Regierung Martin II Government Chief Whip und Staatsministerin für geistige Gesundheit.